# František Xaver Svoboda
František Xaver Svoboda (25. října 1860, Mníšek pod Brdy – 25. května 1943, Praha) byl český básník, dramatik a spisovatel.

## Život
Narodil se v rodině Antonína Svobody (1824/1825), gruntovníka v Mníšku 29, a Anny Svobodové-Mestkové (1826/1827). Měl sedm sourozenců: Jana (1849), Josefa (1851), Antonína (1854–1865), Annu (1856), Josefu Farkačovou (1858–1875/1876), Johanu (1863–1865) a Johannu (1867). Otec byl podnikavý člověk, založil obchod s dřívím a později menší továrnu, ale zkrachoval. V roce 1875 se s  rodinou přestěhoval do Prahy. 
V Praze František Xaver vystudoval Reálné gymnázium v Ječné ulici. Zde ho vyučoval mj. Petr Mužák, manžel spisovatelky Karoliny Světlé, který v něm objevil umělecké nadání.  Už jako patnáctiletý napsal svou první hru Bouří ku štěstí.  Následující studia na technice však nedokončil a věnoval se úřednické kariéře, která zajišťovala jeho literární činnost. Byl praktikantem pražského magistrátu (1884–1889), pak úředníkem Městské spořitelny v Praze.
Literární činnost začal poezií jako epigon Jaroslava Vrchlického, později tvořil impresionistickou lyriku s polohami meditativními a vzpomínkovými. Ohlas vzbudily jeho rozsáhlé románové cykly: Rozkvět (1898) a Řeka (1908–1909). Rozkvět je částečně autobiografický, vypráví o duchovním vzestupu podbrdského rodu v další generaci. Tématem kroniky Řeka je hledání etických norem pro vztah mezi mužem a ženou v měšťanské rodině, rozhodující silou je čistota ženské lásky, obrodnou moc na duši člověka má působení přírody.

Byl také dramatikem, tvořil drama kriticky realistické až naturalistické, ve svých hrách usiloval o postižení lidského charakteru determinovaného prostředím – např. Směry života, Rozklad. Tyto hry byly v devadesátých letech uváděny na scéně Národního divadla.  Psal také veselohry, dodnes aktuální: Čekanky, Poslední muž.  Veselohra „Poslední muž“, o despotickém otci rodiny, byla dvakrát zfilmovaná, podruhé pod názvem „Poslední mohykán“. Humoristický román Kašpárek byl předlohou filmu  Roztomilý člověk (1941) s Oldřichem Novým a Natašou Gollovou v hlavních rolích.

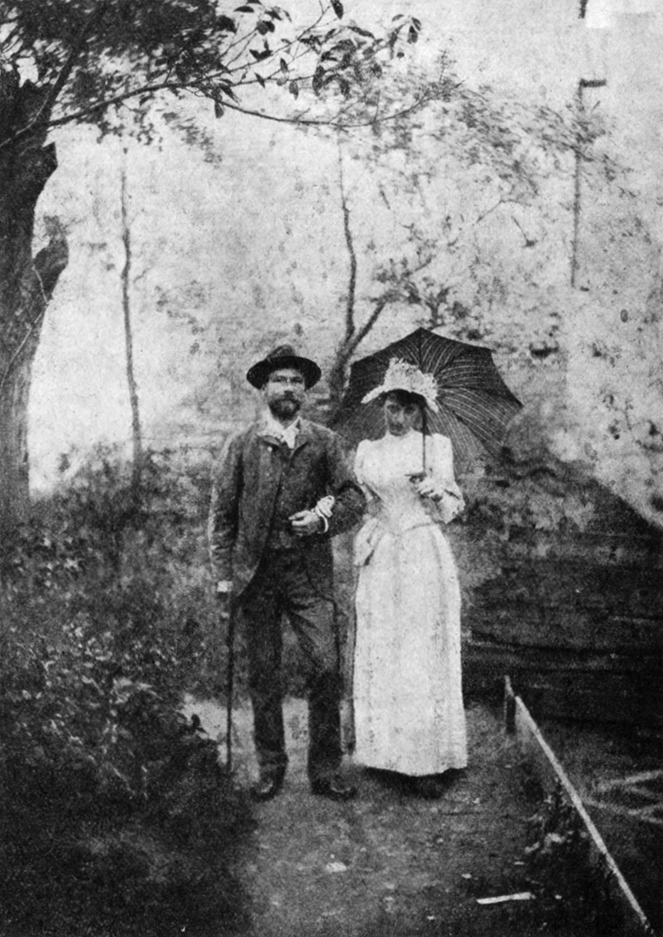
Růžena Čápová a F. X. Svoboda před svatbou, léto 1890

V září 1890 se po čtyřleté známosti oženil s Růženou Čápovou  (1868–1920), pozdější  spisovatelkou.  V jejím literárním salónu se setkávaly různé osobnosti uměleckého světa, například F.X. Šalda,  bratři Mrštíkové, spisovatelky  Marie Calma, Marie Pujmanová a Božena Benešová, ale také herečka Hana Kvapilová nebo malířka Zdenka Braunerová.  Manželství bylo bezdětné. Od roku 1910, kdy odešel do výslužby, žil Svoboda  střídavě  v Praze a v Mníšku, kde si postavil vilu v |Kamenném. Po smrti své ženy žil dál společenským životem, věnoval se literatuře a krajinomalbě.  Po roce 1930 se staral o osiřelou dívku Miladu Kohouškovou (provdanou Lichtágovou), kterou v závěru života adoptoval a odkázal jí svůj majetek. 

Svoboda působil v řadě literárních spolků, jako jsou například Literární odbor Umělecké besedy, Svatobor. Také zakládal Spolek českých spisovatelů beletristů Máj, kde zároveň působil ve správním výboru nakladatelského družstva.  Roku 1897 byl F. X. Svoboda zvolen dopisujícím členem České akademie věd a umění, od roku 1914 se stal pak i řádným členem.  

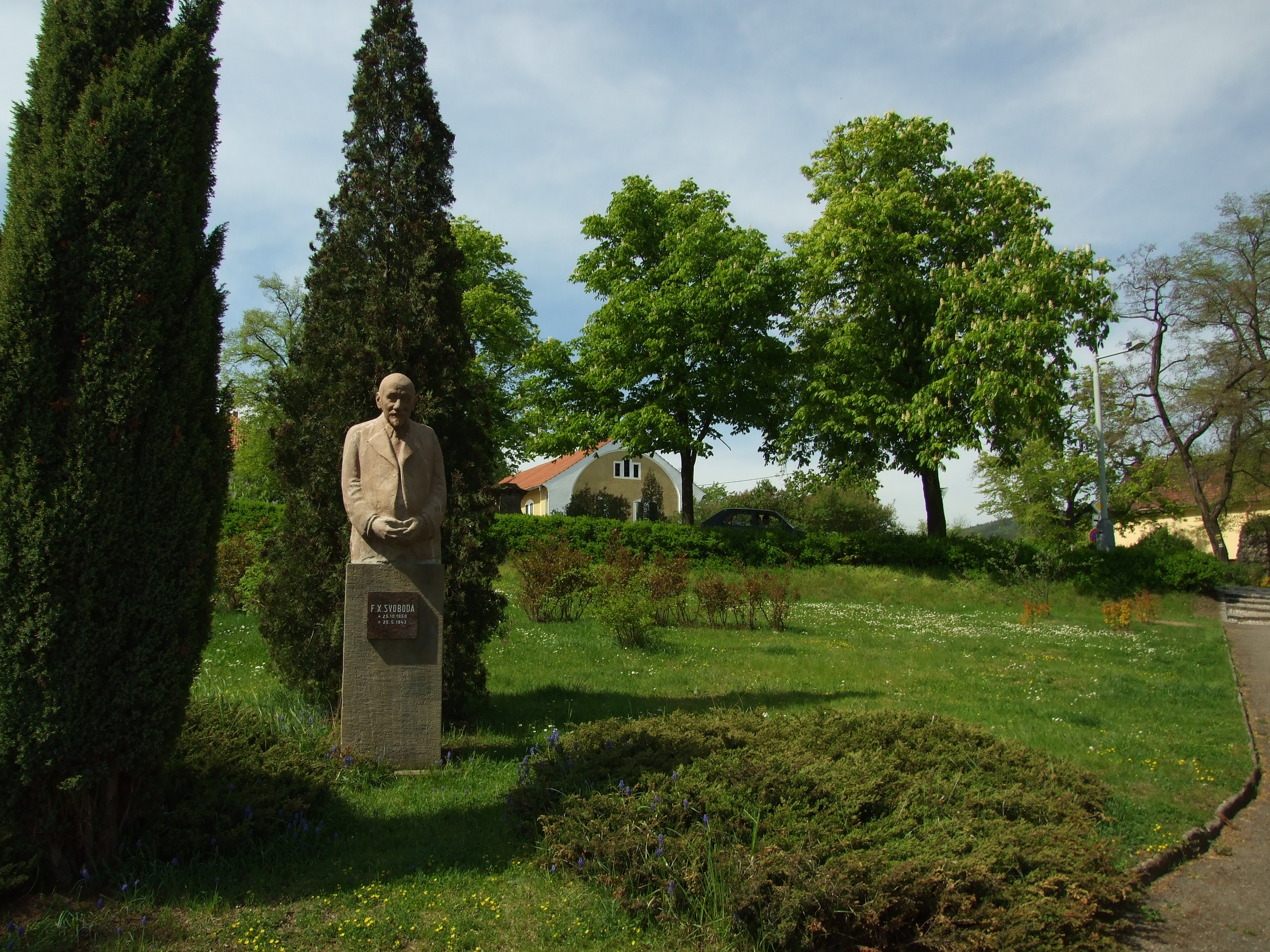
Pomník F. X. Svobody v Mníšku pod Brdy

Zemřel v Praze 25. května 1943 a pochován byl stejně jako jeho manželka ve vyšehradském Slavíně.  V Mníšku byl Svobodovi ještě za jeho života postaven v roce 1941 pomník od sochařky Marie Zlatníkové. Po roce 1950  měl být z ideologických důvodů  odstraněn, a proto byl na přechodnou dobu ukrýván na neznámém místě. Znovu byl vztyčen v roce 1969 na náměstí pod kostelem.

## Citát
Svoboda jako málokdo jiný znal kouzlo mládí i stáří, vzletu lásky a hoře, tichého, idylického zasnění, tajemného opojení nejrozmarnějších záchvěvů srdce, jež mohou vésti až k vášnivému bloudění, nebo ke krutým rozporům s utkvělou ilusí. A to byl svět, z něhož tvořil nejenom povídky, novely a romány, ale také své hry, dramata, plná rozkladných svárů i temných démonických pudů, stejně jako veselohry, a tyto poslední s vzácně rozehranou fantasií pro půvab starosvětskosti, veselý nápad a šprým, pro pohodu laskavých, hřejivých úsměvů, fraškářský humor nebo rozkošnou líbeznost dívčího mámení. 
Karel Engelmüller

## Dílo
Ve své době byl velmi populární jako autor rozsáhlého prozaického a dramatického díla, do české literatury zasáhl však na přelomu 80. a 90. let 19. století jako básník. Psal lyriku i veršované povídky a romány.  V jeho tvorbě se objevuje snaha o prohloubení psychologického obrazu jedince, jeho vztahu k rodině, rodu, kraji i přírodě. Přírodou jsou inspirovány sbírky povídek Z brdských lesů (1912) a Lípy u našich cest (1917). Jeho temně laděné povídky jsou různorodé, od čistě realistických až po fantastické, od krvavých výjevů ze života až po působivé zachycení úzkostí a strachu z neznáma, přičemž nechybí ani klasické duchařské historky nebo příběhy převzaté z pověstí.  Ve svých prózách a dramatech zobrazoval hmotný a morální úpadek tradičních rodin. Dovedl dokonale vystihnout zvláště ženské postavy.  
Jeho básnickou  prvotinou se stala sbírka Básně (1883), která se skládala  převážně z lyrické poezie. Svoboda vynikal v poezii jako lyrický básník s nevšedním smyslem pro opěvování přírodních krás.

### Dramata a hry
- 1889 Márinka Válková
- 1892 Směry života – hra o třech dějstvích [12]
- 1892 Rozklad
- 1893 Útok zisku
- 1897 Odpoutané zlo (přepracováno v roce 1922 s názvem Ubitý drak)
- 1899 Podvrácený dub
- 1900 Na boušínské samotě – hra o třech dějstvích [13]
- 1900 Boháč a smrt [14]
- 1901 Olga Rubešová
- 1907 Přes tři vrchy
- 1919 Zahozený nůž
- 1940 Oba v témže kruhu

### Dramatické básně
- 1904 Démon
- 1911 Srdcová královna

### Veselohry
- 1896 Dědečku, dědečku! (přepracováno v roce 1912 s názvem Na boušínské samotě)
- 1899 Čekanky
- 1902 Poupě [15]
- 1902 Mlsáníčko
- 1903 Lapený Samsonek
- 1904 Rozveselená rodina
- 1907 Fialky (přepracováno v roce 1922 s názvem Ořechy)
- 1912 Milý tatínek [16]
- 1912 Starý kozel [17]
- 1919 Poslední muž
- 1923 Housenky
- 1927 Milionářka
- 1929 Jeho nevinné oči
- 1930 Maminčiny starosti

### Povídky a romány
- 1894 Románové paprsky – povídky [18]
- 1912 Vlna za vlnou se valí – román [19]
- 1925 V malém království – román [20]
- 1927 Klekání – náladové povídky a příběhy [21]
- 1927 Poznamenaní andělé – dva romány [22]
- 1941 O lidech zvláštních – romány a příběhy [23]
- 1944 Dukátek v blátě